# Пол Шнайдер
Пол Шнайдер (англ. Paul Schneider; нар. 16 березня 1976, Ешвілл, Північна Кароліна, США) — американський актор.

## Біографія
Пол Ендрю Шнайдер народився та виріс у Ешвіллі, США. Навчався кіновиробництву в Університеті мистецтв Північної Кароліни зі спеціалізацією «Монтаж».

## Кар'єра
У 2000 дебютував у стрічці «Джордж Вашингтон». У романтичній драмі «Всі справжні дівчата» актор виконав головну чоловічу роль автослюсара Пола, який заробляє тим, що ремонтує авто у майстерні свого дядька. У особистому житті Пол непостійний: часто змінює дівчат, але зустріч з Ноель (Зоуї Дешанел) сестрою Тіпа (Ши Вігхем) вносить корективи. У наступному році була роль Оуена МакКейба у романтичній комедії «Уроки зваблення», після якої зіграв у стрічці Камерона Кроу «Елізабеттаун». У «Привіт сім’ї» та «Живи вільно або помри» актор виконав ролі другого плану. 
У 2007 році вийшло дві стрічки за участю Пола Шнайдера — «Як боягузливий Роберт Форд вбив Джесі Джеймса», «Ларс і справжня дівчина». У останньому персонаж актора — Гас Ліндстром, старший брат Ларса (Раян Гослінг). У стрічці «Пташка» актор виступив як сценарист та режисер. У романтичній драмі «Яскрава зірка» про стосунки Джона Кітса (Бен Вішоу) та Фанні Браун (Еббі Корніш) Пол виконав роль друга поета Чарльза Армітіджа Брауна. Національна спілка кінокритиків США оцінила роботу Шнайдера, він отримав нагороду у номінації «Найкращий актор другого плану».
У перших двох сезонах серіалу «Парки та зони відпочинку» Пол виконував роль Марка Бредановіца: архітектор з будівництва міст та один із колишніх бойфрендів Енн Перкінс (Рашида Джонс). Персонаж Пола більше не з'являвся та не згадувався після закінчення другого сезону.
У стрічках «Закохані», яка закривала 64-й Каннський кінофестиваль, та  «Квіти війни» актор мав епізодичні ролі. У комедії 2012 «Дітородні»  у актора головна чоловіча роль Томмі Макліна, екранною дружиною Пола була Олівія Манн.
У 2016 році Шнайдер зіграв у Вуді Аллена («Світське життя») та у Воррена Бітті («Правила не застосовуються»).

## Фільмографія

### Фільми
| Рік  | Назва                                           | Оригінальна назва                                          | Роль                           | Примітки        |
| ---- | ----------------------------------------------- | ---------------------------------------------------------- | ------------------------------ | --------------- |
| 1997 |                                                 | Pleasant Grove                                             | Бедфорд                        | короткометражка |
| 1998 |                                                 | Physical Pinball                                           |                                | короткометражка |
| 2000 | «Джордж Вашингтон»                              | George Washington                                          | Ріко Райс                      |                 |
| 2001 | «Сік'юріті, Колорадо»                           | Security, Colorado                                         | Пол                            |                 |
| 2003 | «Всі справжні дівчата»                          | All the Real Girls                                         | Пол                            |                 |
| 2003 |                                                 | Crude                                                      | Гейб                           |                 |
| 2004 | «Уроки зваблення»                               | 50 Ways to Leave Your Lover                                | Оуен МакКейб                   |                 |
| 2005 | «Елізабеттаун»                                  | Elizabethtown                                              | Джесс                          |                 |
| 2005 | «Привіт сім’ї»                                  | The Family Stone                                           | Бред Стівенсон                 |                 |
| 2006 | «Живи вільно або помри»                         | Live Free or Die                                           | Джеф Лагран                    |                 |
| 2007 | «Як боягузливий Роберт Форд вбив Джесі Джеймса» | The Assassination of Jesse James by the Coward Robert Ford | Дік Лідділ                     |                 |
| 2007 | «Ларс і справжня дівчина»                       | Lars and the Real Girl                                     | Гас                            |                 |
| 2008 | «Пташка»                                        | Pretty Bird                                                | чоловік                        |                 |
| 2009 | «Яскрава зірка»                                 | Bright Star                                                | Чарльз Армітідж Браун          |                 |
| 2009 | «В дорозі»                                      | Away We Go                                                 | Кортні Фарлендер               |                 |
| 2011 | «Води слонам!»                                  | Water for Elephants                                        | Чарлі О'Браєн                  |                 |
| 2011 | «Закохані»                                      | Les Bien-aimés                                             | Хендерсон                      |                 |
| 2012 | «Квіти війни»                                   | Jīnlíng Shísān Chāi                                        | Террі                          |                 |
| 2012 | «Дітородні»                                     | The Babymakers                                             | Томмі Маклін                   |                 |
| 2013 | «Привіт Картер»                                 | Hello Carter                                               | Аарон                          |                 |
| 2014 | «Попрощайся з усим цим»                         | Goodbye to All That                                        | Отто Волл                      |                 |
| 2014 | «Пластиковий Ісус »                             | Black Eyed Dog                                             |                                |                 |
| 2015 | «Донька»                                        | The Daughter                                               | Крістіан                       |                 |
| 2016 | «Світське життя»                                | Café Society                                               | Стів                           |                 |
| 2016 | «Правила не застосовуються»                     | Rules Don't Apply                                          | Річард Міскін                  |                 |
| 2021 | «Дім біля затоки»                               | A House on the Bayou                                       | Джон Чемберс, чоловік Джессіки |                 |

### Серіали
| Рік       | Назва                      | Оригінальна назва    | Роль                  | Примітки    |
| --------- | -------------------------- | -------------------- | --------------------- | ----------- |
| 2003      | «Третя зміна»              | Third Watch          | Томас                 | 3 епізоди   |
| 2008      | «П'яна історія»            | Drunk History        | Вільям Генрі Гаррісон | 1 епізод    |
| 2009–2010 | «Парки та зони відпочинку» | Parks and Recreation | Марк Брендановіц      | 30 епізодів |
| 2012      | «Новини»                   | The Newsroom         | Браян Бреннер         | 2 епізоди   |
| 2014      | «Розділення»               | The Divide           | Кларк                 | 8 епізодів  |
| 2016      | «Тунель»                   | The Tunnel           | Артем Батурін         | 3 епізоди   |
| 2016      | «Нульовий канал»           | Channel Zero         | Майк                  | 4 епізоди   |